# Liste der Gesamtersten im NHL Entry Draft
Die Liste der Gesamtersten im NHL Entry Draft listet alle Spieler, die im Rahmen des NHL Entry Draft (bis 1978 Amateur Draft) der nordamerikanischen Eishockeyprofiliga National Hockey League (NHL) in der ersten Runde an erster Position ausgewählt wurden. Durch den Draft haben die NHL-Franchises die Möglichkeit, sich die Transferrechte an jungen Talenten aus dem Amateur- und Jugendbereich zu sichern, die den Eignungsanforderungen der Liga entsprechen. Mit dem Erstwahlrecht wird zumeist der stärkste Spieler des jeweiligen Jahrgangs ausgewählt. Im weiteren Teil wird die Liste statistisch ausgewertet.
 Gelblich unterlegte Spieler  standen während der aktuellen Saison im Kader eines NHL-Teams. Die Statistiken der momentan im Kader befindlichen Spieler sind auf dem Stand zum Ende der regulären Saison 2024/25.
Grünlich unterlegte Spieler  sind während der aktuellen Saison zwar aktiv, stehen aber derzeit nicht im Kader eines NHL-Teams. Seit 1963 wurden insgesamt 62 Spieler an erster Gesamtposition ausgewählt, von denen 59 in der NHL zum Einsatz kamen.

## NHL Amateur Draft (1963 bis 1968)
Der NHL Amateur Draft fand erstmals am 5. Juni 1963 statt. Die damals sechs Franchises der NHL, die sogenannten Original Six, hatten dabei die Gelegenheit, sich die Transferrechte an den besten Spielern zu sichern, die älter als 17 Jahre waren und noch nicht von einer NHL-Mannschaft gefördert wurden.
In den ersten sechs Jahren sicherten sich die Klubs die Rechte an insgesamt 122 Spielern, womit pro Jahr etwa 20 von einem der Franchises ausgewählt wurden. Von den sechs Gesamtersten, die allesamt aus Kanada stammten, schafften es lediglich drei zu einem Einsatz in der NHL.
Abkürzungen: Pos = Position, GP = Spiele, G = Tore, A = Assists, Pts = Punkte, PIM = Strafminuten

Erläuterungen: Die Links zu den Spalten „Nationalität“ und „Position“ sind im Abschnitt Statistik zu finden.
| Jahr | Name            |        | Pos | NHL-Team              | NHL-Profi von–bis         | GP                        | G                         | A                         | Pts                       | PIM                       | NHL Awards                |
| ---- | --------------- | ------ | --- | --------------------- | ------------------------- | ------------------------- | ------------------------- | ------------------------- | ------------------------- | ------------------------- | ------------------------- |
| 1963 | Garry Monahan   | Kanada | C   | Canadiens de Montréal | 1967–1979                 | 748                       | 116                       | 169                       | 285                       | 484                       |                           |
| 1964 | Claude Gauthier | Kanada | C   | Detroit Red Wings     | kein NHL-Spiel bestritten | kein NHL-Spiel bestritten | kein NHL-Spiel bestritten | kein NHL-Spiel bestritten | kein NHL-Spiel bestritten | kein NHL-Spiel bestritten | kein NHL-Spiel bestritten |
| 1965 | André Veilleux  | Kanada | RW  | New York Rangers      | kein NHL-Spiel bestritten | kein NHL-Spiel bestritten | kein NHL-Spiel bestritten | kein NHL-Spiel bestritten | kein NHL-Spiel bestritten | kein NHL-Spiel bestritten | kein NHL-Spiel bestritten |
| 1966 | Barry Gibbs     | Kanada | D   | Boston Bruins         | 1967–1980                 | 796                       | 58                        | 224                       | 282                       | 945                       |                           |
| 1967 | Rick Pagnutti   | Kanada | D   | Los Angeles Kings     | kein NHL-Spiel bestritten | kein NHL-Spiel bestritten | kein NHL-Spiel bestritten | kein NHL-Spiel bestritten | kein NHL-Spiel bestritten | kein NHL-Spiel bestritten | kein NHL-Spiel bestritten |
| 1968 | Michel Plasse   | Kanada | G   | Canadiens de Montréal | 1970–1982                 | 299                       | 0                         | 8                         | 8                         | 44                        |                           |

## NHL Amateur Draft und NHL Entry Draft (seit 1969)

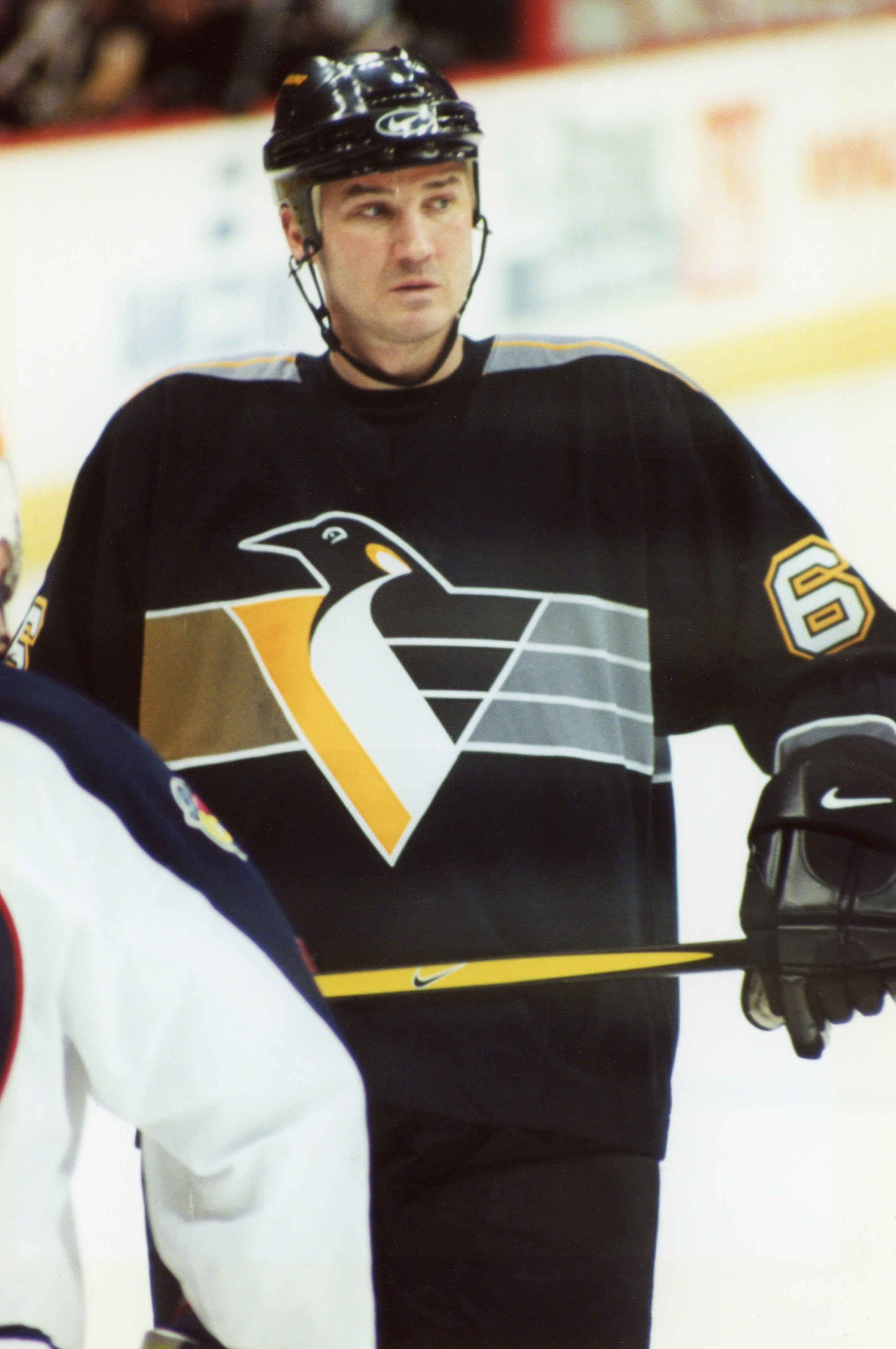
Mario Lemieux wurde 1984 von den Pittsburgh Penguins ausgewählt

Mit der Expansion der NHL entwickelte sich auch der NHL Amateur Draft. Ab dem Jahr 1969 waren die nun zwölf Teams der Liga in der Lage jeden Spieler, der jünger als 20 Jahre war, im Draft auszuwählen. Als Resultat dieser Änderung wurden im ersten Jahr 84 Spieler, im Durchschnitt mehr als viermal so viele wie in den vorangegangenen Jahren, ausgewählt. Im Jahr 1979 wurde der Amateur Draft in Entry Draft umbenannt.
Von den 55 Spielern, die seit der Reform an der ersten Gesamtposition ausgewählt wurden, kamen bis auf den jüngsten Pick alle zu Einsätzen in der NHL. Mit Brian Lawton wurde 1983 erstmals ein US-Amerikaner und somit der erste Nicht-Kanadier als Erster ausgewählt. Der Schwede Mats Sundin war 1989 der erste Europäer, dem diese Ehre zuteilwurde. Die Transferrechte an seiner Person sicherten sich die Québec Nordiques. Der erste Torhüter wurde mit dem US-Amerikaner Rick DiPietro im Jahr 2000 von den New York Islanders ausgesucht. Zuvor war lediglich Michel Plasse bei der Ausgabe des Jahres 1968, und somit vor der neuen Draft-Regelung, als Torhüter mit dem ersten Draftrecht zu einem NHL-Klub gekommen.
Abkürzungen: Pos = Position, GP = Spiele, G = Tore, A = Assists, Pts = Punkte, PIM = Strafminuten

Erläuterungen: Die Links zu den Spalten „Nationalität“ und „Position“ sind im Abschnitt Statistik zu finden.
| Jahr | Name                 | Nat.               | Pos. | NHL-Team              | NHL-Profi von–bis             | GP   | G   | A    | Pts  | Pts/GP | PIM  | NHL Awards |
| ---- | -------------------- | ------------------ | ---- | --------------------- | ----------------------------- | ---- | --- | ---- | ---- | ------ | ---- | --- |
| 1969 | Réjean Houle         | Kanada             | RW   | Canadiens de Montréal | 1969–1983                     | 635  | 161 | 247  | 408  | 0,64   | 395  | |
| 1970 | Gilbert Perreault    | Kanada             | C    | Buffalo Sabres        | 1970–1987                     | 1191 | 512 | 814  | 1326 | 1,11   | 500  | 1 × Calder Memorial Trophy 1 × Byng Memorial Trophy |
| 1971 | Guy Lafleur          | Kanada             | RW   | Canadiens de Montréal | 1971–1985 1988–1991           | 1127 | 560 | 793  | 1353 | 1,20   | 399  | 3 × Art Ross Trophy 1 × Conn Smythe Trophy 2 × Hart Memorial Trophy 3 × Lester B. Pearson Award |
| 1972 | Billy Harris         | Kanada             | RW   | New York Islanders    | 1972–1984                     | 897  | 231 | 327  | 558  | 0,62   | 394  | |
| 1973 | Denis Potvin         | Kanada             | D    | New York Islanders    | 1973–1988                     | 1060 | 310 | 742  | 1052 | 0,99   | 1356 | 1 × Calder Memorial Trophy 3 × James Norris Trophy |
| 1974 | Greg Joly            | Kanada             | D    | Washington Capitals   | 1974–1983                     | 365  | 21  | 76   | 97   | 0,27   | 250  | |
| 1975 | Mel Bridgman         | Kanada             | C    | Philadelphia Flyers   | 1975–1989                     | 977  | 252 | 449  | 701  | 0,72   | 1625 | |
| 1976 | Rick Green           | Kanada             | D    | Washington Capitals   | 1976–1992                     | 845  | 43  | 220  | 263  | 0,31   | 588  | |
| 1977 | Dale McCourt         | Kanada             | C    | Detroit Red Wings     | 1977–1984                     | 532  | 194 | 284  | 478  | 0,90   | 124  | |
| 1978 | Bobby Smith          | Kanada             | C    | Minnesota North Stars | 1978–1993                     | 1077 | 357 | 679  | 1036 | 0,96   | 917  | 1 × Calder Memorial Trophy |
| 1979 | Rob Ramage           | Kanada             | D    | Colorado Rockies      | 1979–1994                     | 1044 | 139 | 425  | 564  | 0,54   | 2224 | |
| 1980 | Doug Wickenheiser    | Kanada             | C    | Canadiens de Montréal | 1980–1990                     | 556  | 111 | 165  | 276  | 0,50   | 286  | |
| 1981 | Dale Hawerchuk       | Kanada             | C    | Winnipeg Jets         | 1981–1997                     | 1188 | 518 | 891  | 1409 | 1,19   | 742  | 1 × Calder Memorial Trophy |
| 1982 | Gord Kluzak          | Kanada             | D    | Boston Bruins         | 1982–1984 1985–1986 1987–1991 | 299  | 25  | 98   | 123  | 0,41   | 543  | 1 × Bill Masterton Trophy |
| 1983 | Brian Lawton         | Vereinigte Staaten | LW   | Minnesota North Stars | 1983–1993                     | 483  | 112 | 154  | 266  | 0,55   | 401  | |
| 1984 | Mario Lemieux        | Kanada             | C    | Pittsburgh Penguins   | 1984–1997 2000–2006           | 915  | 690 | 1033 | 1723 | 1,88   | 834  | 6 × Art Ross Trophy 1 × Bill Masterton Trophy 1 × Calder Memorial Trophy 2 × Conn Smythe Trophy 3 × Hart Memorial Trophy 4 × Lester B. Pearson Award                                                          |
| 1985 | Wendel Clark         | Kanada             | LW   | Toronto Maple Leafs   | 1985–2000                     | 793  | 330 | 234  | 564  | 0,71   | 1690 | |
| 1986 | Joe Murphy           | Kanada             | RW   | Detroit Red Wings     | 1986–2001                     | 779  | 233 | 295  | 528  | 0,68   | 810  | |
| 1987 | Pierre Turgeon       | Kanada             | C    | Buffalo Sabres        | 1987–2007                     | 1294 | 515 | 812  | 1327 | 1,03   | 452  | 1 × Byng Memorial Trophy |
| 1988 | Mike Modano          | Vereinigte Staaten | C    | Minnesota North Stars | 1988–2011                     | 1499 | 561 | 813  | 1374 | 0,92   | 926  | |
| 1989 | Mats Sundin          | Schweden           | C    | Québec Nordiques      | 1990–2009                     | 1346 | 564 | 785  | 1349 | 1,00   | 1093 | 1 × Mark Messier Award |
| 1990 | Owen Nolan           | Kanada             | RW   | Québec Nordiques      | 1990–2010                     | 1200 | 422 | 463  | 885  | 0,74   | 1793 | |
| 1991 | Eric Lindros         | Kanada             | C    | Québec Nordiques      | 1992–2000 2001–2007           | 760  | 372 | 493  | 865  | 1,14   | 1398 | 1 × Hart Memorial Trophy 1 × Lester B. Pearson Award |
| 1992 | Roman Hamrlík        | Tschechoslowakei   | D    | Tampa Bay Lightning   | 1992–2013                     | 1395 | 155 | 483  | 638  | 0,46   | 1408 | |
| 1993 | Alexandre Daigle     | Kanada             | C    | Ottawa Senators       | 1993–2000 2002–2006           | 616  | 129 | 198  | 327  | 0,53   | 186  | |
| 1994 | Ed Jovanovski        | Kanada             | D    | Florida Panthers      | 1995–2014                     | 1128 | 137 | 363  | 500  | 0,44   | 1491 | |
| 1995 | Bryan Berard         | Vereinigte Staaten | D    | Ottawa Senators       | 1996–2000 2001–2008           | 619  | 76  | 247  | 323  | 0,52   | 500  | 1 × Bill Masterton Trophy 1 × Calder Memorial Trophy |
| 1996 | Chris Phillips       | Kanada             | D    | Ottawa Senators       | 1997–2015                     | 1179 | 71  | 217  | 288  | 0,24   | 758  | |
| 1997 | Joe Thornton         | Kanada             | C    | Boston Bruins         | seit 1997                     | 1714 | 430 | 1109 | 1539 | 0,90   | 1272 | 1 × Art Ross Trophy 1 × Hart Memorial Trophy |
| 1998 | Vincent Lecavalier   | Kanada             | C    | Tampa Bay Lightning   | 1998–2016                     | 1212 | 421 | 528  | 949  | 0,78   | 848  | 1 × Clancy Memorial Trophy 1 × Maurice Richard Trophy 1 × NHL Foundation Player Award |
| 1999 | Patrik Štefan        | Tschechien         | C    | Atlanta Thrashers     | 1999–2007                     | 455  | 64  | 124  | 188  | 0,41   | 158  | |
| 2000 | Rick DiPietro        | Vereinigte Staaten | G    | New York Islanders    | 2000–2013                     | 318  | 0   | 19   | 19   | 0,06   | 129  | |
| 2001 | Ilja Kowaltschuk     | Russland           | LW   | Atlanta Thrashers     | 2001–2013 2018–2020           | 926  | 443 | 433  | 876  | 0,96   | 546  | 1 × Maurice Richard Trophy |
| 2002 | Rick Nash            | Kanada             | LW   | Columbus Blue Jackets | 2002–2018                     | 1060 | 437 | 368  | 805  | 0,76   | 750  | 1 × Maurice Richard Trophy 1 × NHL Foundation Player Award |
| 2003 | Marc-André Fleury    | Kanada             | G    | Pittsburgh Penguins   | 2003–2025                     | 1051 | 0   | 22   | 22   | 0,02   | 86   | 1 × Vezina Trophy 1 × William M. Jennings Trophy |
| 2004 | Alexander Owetschkin | Russland           | LW   | Washington Capitals   | seit 2005                     | 1491 | 897 | 726  | 1623 | 1,09   | 831  | 1 × Art Ross Trophy 1 × Calder Memorial Trophy 1 × Conn Smythe Trophy 3 × Hart Memorial Trophy 9 × Maurice Richard Trophy 3 × Lester B. Pearson Award 1 × Mark Messier Leadership Award 3 × Ted Lindsay Award |
| 2005 | Sidney Crosby        | Kanada             | C    | Pittsburgh Penguins   | seit 2005                     | 1352 | 625 | 1062 | 1687 | 1,25   | 854  | 2 × Art Ross Trophy 2 × Conn Smythe Trophy 2 × Hart Memorial Trophy 1 × Lester B. Pearson Award 1 × Mark Messier Leadership Award 2 × Maurice Richard Trophy 2 × Ted Lindsay Award                            |
| 2006 | Erik Johnson         | Vereinigte Staaten | D    | St. Louis Blues       | seit 2007                     | 1023 | 95  | 253  | 348  | 0,34   | 555  | |
| 2007 | Patrick Kane         | Vereinigte Staaten | RW   | Chicago Blackhawks    | seit 2007                     | 1302 | 492 | 851  | 1343 | 1,03   | 454  | 1 × Art Ross Trophy 1 × Calder Memorial Trophy 1 × Conn Smythe Trophy 1 × Hart Memorial Trophy 1 × Ted Lindsay Award                                                                                          |
| 2008 | Steven Stamkos       | Kanada             | C    | Tampa Bay Lightning   | seit 2008                     | 1164 | 582 | 608  | 1190 | 1,02   | 679  | 1 × Mark Messier Leadership Award 2 × Maurice Richard Trophy |
| 2009 | John Tavares         | Kanada             | C    | New York Islanders    | seit 2009                     | 1184 | 494 | 620  | 1114 | 0,94   | 521  | |
| 2010 | Taylor Hall          | Kanada             | LW   | Edmonton Oilers       | seit 2010                     | 909  | 284 | 455  | 739  | 0,81   | 482  | 1 × Hart Memorial Trophy |
| 2011 | Ryan Nugent-Hopkins  | Kanada             | C    | Edmonton Oilers       | seit 2011                     | 959  | 271 | 477  | 748  | 0,78   | 334  | |
| 2012 | Nail Jakupow         | Russland           | RW   | Edmonton Oilers       | 2013–2018                     | 350  | 62  | 74   | 136  | 0,39   | 142  | |
| 2013 | Nathan MacKinnon     | Kanada             | C    | Colorado Avalanche    | seit 2013                     | 870  | 367 | 648  | 1015 | 1,17   | 389  | 1 × Calder Memorial Trophy 1 × Hart Memorial Trophy 1 × Lady Byng Memorial Trophy 1 × Ted Lindsay Award |
| 2014 | Aaron Ekblad         | Kanada             | D    | Florida Panthers      | seit 2014                     | 732  | 118 | 262  | 380  | 0,52   | 505  | 1 × Calder Memorial Trophy |
| 2015 | Connor McDavid       | Kanada             | C    | Edmonton Oilers       | seit 2015                     | 712  | 361 | 721  | 1082 | 1,52   | 286  | 5 × Art Ross Trophy 1 × Conn Smythe Trophy 3 × Hart Memorial Trophy 1 × Maurice Richard Trophy 4 × Ted Lindsay Award                                                                                          |
| 2016 | Auston Matthews      | Vereinigte Staaten | C    | Toronto Maple Leafs   | seit 2016                     | 629  | 401 | 326  | 727  | 1,16   | 134  | 1 × Calder Memorial Trophy 1 × Hart Memorial Trophy 3 × Maurice Richard Trophy 1 × Ted Lindsay Award |
| 2017 | Nico Hischier        | Schweiz            | C    | New Jersey Devils     | seit 2017                     | 527  | 171 | 251  | 422  | 0,80   | 125  | |
| 2018 | Rasmus Dahlin        | Schweden           | D    | Buffalo Sabres        | seit 2018                     | 509  | 83  | 277  | 360  | 0,71   | 378  | |
| 2019 | Jack Hughes          | Vereinigte Staaten | C    | New Jersey Devils     | seit 2019                     | 368  | 141 | 210  | 351  | 0,95   | 62   | |
| 2020 | Alexis Lafrenière    | Kanada             | LW   | New York Rangers      | seit 2021                     | 380  | 92  | 101  | 193  | 0,51   | 156  | |
| 2021 | Owen Power           | Kanada             | D    | Buffalo Sabres        | seit 2022                     | 242  | 19  | 92   | 111  | 0,46   | 70   | |
| 2022 | Juraj Slafkovský     | Slowakei           | LW   | Canadiens de Montréal | seit 2022                     | 200  | 42  | 69   | 111  | 0,56   | 133  | |
| 2023 | Connor Bedard        | Kanada             | C    | Chicago Blackhawks    | seit 2023                     | 150  | 45  | 83   | 128  | 0,85   | 98   | 1 × Calder Memorial Trophy |
| 2024 | Macklin Celebrini    | Kanada             | C    | San Jose Sharks       | seit 2024                     | 70   | 25  | 38   | 63   | 0,90   | 28   | |
| 2025 | Matthew Schaefer     | Kanada             | D    | New York Islanders    |                               |      |     |      |      |        |      | |

## Statistik

### Allgemein
Etwa 70 % der 60 an erster Gesamtposition ausgewählten Spieler stammt aus Kanada. Danach folgen mit den USA, Russland, Tschechien, Schweden, der Schweiz und der Slowakei sechs weitere Nationen, aus deren Land es mindestens ein Spieler schaffte zuerst gewählt zu werden. Mit deutlichem Abstand wurden zumeist Mittelstürmer, sogenannte Center, gezogen. Die meisten Draftrechte zum Beginn eines Drafts hatten die Canadiens de Montréal mit insgesamt sechs.
|    | Nationalität       | Anzahl |
| -- | ------------------ | ------ |
| 1. | Kanada             | 46     |
| 2. | Vereinigte Staaten | 8      |
| 3. | Russland           | 3      |
| 4. | Tschechien         | 2      |
| 4. | Schweden           | 2      |
| 6. | Schweiz            | 1      |
|    | Slowakei           | 1      |

|    | Position                   | Anzahl |
| -- | -------------------------- | ------ |
| 1. | Center (C)                 | 28     |
| 2. | Verteidiger (D)            | 16     |
| 3. | Rechter Flügelspieler (RW) | 8      |
|    | Linker Flügelspieler (LW)  | 8      |
| 5. | Torhüter (G)               | 3      |

|    | Teams                 | Anzahl |
| -- | --------------------- | ------ |
| 1. | Canadiens de Montréal | 6      |
| 2. | New York Islanders    | 5      |
| 3. | Edmonton Oilers       | 4      |
|    | Buffalo Sabres        | 4      |
| 5. | Boston Bruins         | 3      |
|    | Detroit Red Wings     | 3      |
|    | Minnesota North Stars | 3      |
|    | Ottawa Senators       | 3      |
|    | Pittsburgh Penguins   | 3      |
|    | Québec Nordiques      | 3      |
|    | Tampa Bay Lightning   | 3      |
|    | Washington Capitals   | 3      |

### Spieler
Als erfolgreichster und bester Spieler gilt der Kanadier Mario Lemieux, der im NHL Entry Draft 1984 von den Pittsburgh Penguins ausgewählt wurde. Er weist mit jeweils deutlichem Abstand die besten Statistikwerte unter den ausgewählten Spielern auf. Zudem gewann er insgesamt 17 individuelle Trophäen, darunter sechs Art Ross Trophies, vier Lester B. Pearson Awards, drei Hart Memorial Trophies und zwei Conn Smythe Trophies.
|     | Name                 | Anzahl |
| --- | -------------------- | ------ |
| 1.  | Joe Thornton         | 1714   |
| 2.  | Mike Modano          | 1499   |
| 3.  | Alexander Owetschkin | 1491   |
| 4.  | Roman Hamrlík        | 1395   |
| 5.  | Sidney Crosby        | 1352   |
| 6.  | Mats Sundin          | 1346   |
| 7.  | Patrick Kane         | 1302   |
| 8.  | Pierre Turgeon       | 1294   |
| 9.  | Vincent Lecavalier   | 1212   |
| 10. | Owen Nolan           | 1200   |

|     | Name                 | Anzahl |
| --- | -------------------- | ------ |
| 1.  | Alexander Owetschkin | 897    |
| 2.  | Mario Lemieux        | 690    |
| 3.  | Sidney Crosby        | 625    |
| 4.  | Steven Stamkos       | 582    |
| 5.  | Mats Sundin          | 564    |
| 6.  | Mike Modano          | 561    |
| 7.  | Guy Lafleur          | 560    |
| 8.  | Dale Hawerchuk       | 518    |
| 9.  | Pierre Turgeon       | 515    |
| 10. | Gilbert Perreault    | 512    |

|     | Name              | Anzahl |
| --- | ----------------- | ------ |
| 1.  | Joe Thornton      | 1109   |
| 2.  | Sidney Crosby     | 1062   |
| 3.  | Mario Lemieux     | 1033   |
| 4.  | Dale Hawerchuk    | 891    |
| 5.  | Patrick Kane      | 851    |
| 6.  | Gilbert Perreault | 814    |
| 7.  | Mike Modano       | 813    |
| 8.  | Pierre Turgeon    | 812    |
| 9.  | Guy Lafleur       | 793    |
| 10. | Mats Sundin       | 785    |

|     | Name                 | Anzahl |
| --- | -------------------- | ------ |
| 1.  | Mario Lemieux        | 1723   |
| 2.  | Sidney Crosby        | 1687   |
| 3.  | Alexander Owetschkin | 1623   |
| 4.  | Joe Thornton         | 1539   |
| 5.  | Dale Hawerchuk       | 1409   |
| 6.  | Mike Modano          | 1374   |
| 7.  | Guy Lafleur          | 1353   |
| 8.  | Mats Sundin          | 1349   |
| 9.  | Patrick Kane         | 1343   |
| 10. | Pierre Turgeon       | 1327   |

|     | Name          | Anzahl |
| --- | ------------- | ------ |
| 1.  | Rob Ramage    | 2224   |
| 2.  | Owen Nolan    | 1793   |
| 3.  | Wendel Clark  | 1690   |
| 4.  | Mel Bridgman  | 1625   |
| 5.  | Ed Jovanovski | 1491   |
| 6.  | Roman Hamrlík | 1408   |
| 7.  | Eric Lindros  | 1398   |
| 8.  | Denis Potvin  | 1356   |
| 9.  | Joe Thornton  | 1272   |
| 10. | Mats Sundin   | 1093   |

|    | Name                 | Anzahl |
| -- | -------------------- | ------ |
| 1. | Joe Thornton         | 24     |
| 2. | Mike Modano          | 21     |
|    | Marc-André Fleury    | 21     |
| 4. | Pierre Turgeon       | 20     |
|    | Roman Hamrlík        | 20     |
|    | Alexander Owetschkin | 20     |
|    | Sidney Crosby        | 20     |
| 8. | Mario Lemieux        | 19     |
| 9. | Mats Sundin          | 18     |
|    | Owen Nolan           | 18     |
|    | Ed Jovanovski        | 18     |
|    | Patrick Kane         | 18     |